# معركة قلعة دافيدسون

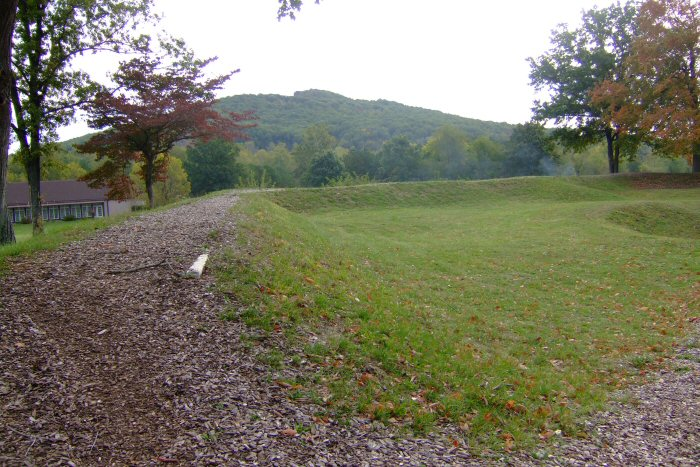
جانب من فورت ديفيدسون كما هي اليوم.

معركة قلعة دافيدسون (بالإنجليزية: Battle of Fort Davidson)‏ والمعروفة أيضًا باسم معركة بيلوت كنوب  (بالإنجليزية: Battle of Pilot Knob)‏ هي احدي المعارك خلال الحرب الأهلية الأمريكية . ووقعت هذه المعركة في 27 سبتمبر 1864 ، خارج بيلوت كنوب في ايرون كوينتري ، ميسوري حيث هاجمت القوات الكونفدرالية قوات الاتحاد وكانت القوات الكونفدرالية تفوق مثيلتها بنسبة عشرة الي واحد ورغم ذلك فقد تمكنت القوات الاتحادية من صد اعتداءات الكونفدرالية المتكررة على منشئاتهم، وتمكنوا من الانسحاب خلال الليل من خلال استغلال الفجوة في خطوط الحصار الجنوبية.ورغم استيلاء الكونفداليون على الحصن في اليوم التالي، لكن خسائرهم من الرجال والذخيرة أنهى هدفهم المتمثل في الاستيلاء على سانت لويس من أجل الكونفدرالية.

## روابط خارجية
- فورت ديفيدسون الدولة التاريخية الموقع
- عرض القمر الصناعي من ساحة المعركة
- كليو جولة في المعارك الكبرى من غارة برايس